# Rakel Haslund-Gjerrild
Rakel Haslund-Gjerrild (født 1. september 1988 i Roskilde) er en dansk forfatter og sinolog.
Rakel Haslund-Gjerrild er barn af Henriette og Bjørn Haslund-Gjerrild, og hun har tre yngre søskende. Gennem syv generationer har hendes familie været baptister, og hendes farmor og farfar var missionærer i Rwanda og Burundi, hvor Rakel Haslund-Gjerrilds far blev født. Familien flyttede til Nexø på Bornholm, hvor Rakel Haslund-Gjerrild voksede op ved havet.
Rakel Haslund-Gjerrild er bachelor i Litteraturvidenskab, 2015, og i Kinastudier, 2016. Hun har en kandidatgrad i Kinastudier fra Københavns Universitet fra 2019.
Hun har fået ros af anmelderne.
På Litteratursiden er hun blandt andet blevet omtalt således:
"Rakel Haslund-Gjerrild udforsker i sit forfatterskab, hvor langt man kan presse et menneske, og hvad ensomheden kan gøre. Igennem et smukt sprog og dystre omgivelser har Haslund-Gjerrild skrevet intens litteratur, som på en og samme tid skaber og ødelægger håbet for menneskets fremtid".
Hun debuterede i 2015 med novellen Vinterligger og debuterede i bogform i 2016 med novellesamlingen Øer. I 2020 udgav hun romanen Alle himlens fugle, som hun fik Michael Strunge-prisen 2020 for.
I 2021 udgav Rakel Haslund-Gjerrild den historiske roman Adam i Paradis. Bogen handler om kunstneren og maleren Kristian Zahrtmann. Rakel Haslund-Gjerrild modtog Weekendavisens litteraturpris 2021 for Adam i Paradis. Romanen er nomineret til Nordisk Råds Litteraturpris 2022.
Rakel Haslund-Gjerrild var blandt de godt 200 danske forfattere, som i en fælles appel opfordrede regeringen til at tage afstand fra Israels krigsførelse i Gaza.